# Kaijanlampi
Kaijanlampi är en sjö i kommunen Kangasniemi i landskapet Södra Savolax i Finland. Arean är 49 hektar och strandlinjen är 5,2 kilometer lång. Sjön  ingår i Kymmene älvs huvudavrinningsområde.   Den ligger omkring 54 kilometer nordväst om S:t Michel och omkring 230 kilometer norr om Helsingfors. 